# BNK48
 (mai 2021).

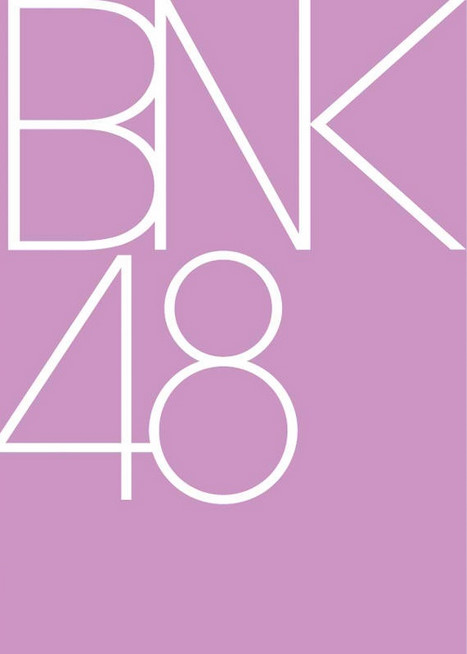
Logo de BNK48

BNK48 est un groupe pop féminin thaïlandais de Bangkok, créé en 2017, sur le modèle du groupe japonais affilié AKB48.

## Membres actuel

### Team BIII
Notes = Patalee Prasertteerachai est la capitaine de la Team BIII.
| Nom et Prénom                                     | Date de Naissance |
| ------------------------------------------------- | ----------------- |
| Wachiraphon Phatthanaphanit (วชิราพร พัฒนพานิช)      | 3 décembre 1998   |
| Nunthapak Kittirattanaviwat (นันทภัค กิตติรัตนวิวัฒน์)    | 15 octobre 2004   |
| Virunpat Thamrongpantavanich (วิรัลพัชร ธำรงค์พันธวนิช) | 2 août 2003       |
| Patalee Prasertteerachai (ปาฏลี ประเสริฐธีระชัย)      | 18 septembre 2002 |
| Nathanya Dulyapol (ณัฐธันยา ดุลยพล)                  | 8 juillet 2007    |
| Parita Rirermkul (ภาริตา ริเริ่มกุล)                   | 4 août 2008       |
| Phusita Watthanakronkeaw (ภูษิตา วัฒนากรแก้ว)         | 2 avril 2004      |
| Natthathida Asanani (ณัฏฐธิดา อาสนานิ)               | 9 octobre 2001    |

### Team NV
| Nom et Prénom                                                         | Date de Naissance |
| --------------------------------------------------------------------- | ----------------- |
| Napason Siripanee (นภสรณ์ ศิริปาณี)                                       | 22 avril 2002     |
| Issaree Taweegulpanit (อิสรีย์ ทวีกุลพาณิชย์)                                | 22 janvier 2003   |
| Chanikhan Busadee (ชนิกานต์ บุษดี)                                        | 12 octobre 2003   |
| Yanisa Muangkam (ญาณิศา เมืองคำ)                                        | 15 novembre 2002  |
| Nippitcha Pipitdaecha (นิพพิชฌาน์ พิพิธเดชา)                               | 14 mai 2005       |
| Pitthayaporn Kiatthitinan (พิทยาภรณ์ เกียรติฐิตินันท์)                        | 6 février 2007    |
| Pinyada Jungkanjana (พิณญาดา จึงกาญจนา)                                 | 13 septembre 2004 |
| Sachiya Hanami (花見咲知弥) Sawitchaya Kajonrungsilp (สวิชญา ขจรรุ่งศิลป์) | 9 décembre 2003   |
| Nopparada Leartviriyaporn (นพรดา เลิศวิริยะพร)                           | 10 novembre 2004  |

## Discographie

### Singles
Les chansons sont reprises des AKB48.
| Année | N° | Titres                                            | Liste des chansons | Ventes                                                                          | Diffusion   | Source | Album         |
| ----- | -- | ------------------------------------------------- | --- | ------------------------------------------------------------------------------- | ----------- | ------ | ------------- |
| 2017  | 1  | Aitakatta – Yak Cha Dai Phop Thoe                 | 1. Aitakatta 2. Oogoe Diamond 3. 365 Nichi no Kamihikouki                                                                                             | 13 500                                                                          | 13 000 000  | [ 2 ]  | River         |
| 2017  | 2  | Koi Suru Fortune Cookie – Khukki Siangthai        | 1. Koisuru Fortune Cookie 2. BNK48 3. Skirt, Hirari                                                                                                   | 30 000                                                                          | 175 000 000 | ,      | River         |
| 2018  | 3  | Shonichi – Wan Raek                               | 1. Shonichi 2. Sakura no Hanabiratachi 3. Namida Surprise! 4. Anata to Christmas Eve                                                                  | 170 000                                                                         | 11 000 000  | [ 5 ]  | River         |
| 2018  | 4  | Kimi wa Melody – Thoe Khue Melodi                 | 1. Kimi wa Melody 2. Tsugi no Season 3. Yume e no Route                                                                                               | 340 000                                                                         | 20 000 000  | [ 6 ]  | Jabaja        |
| 2018  | 5  | BNK Festival                                      | 1. BNK Festival 2. Mata Anata no Koto wo Kangaeteta 3. Temodemo no Namida                                                                             | 775 000 - Version limitée (CD) 300 000 - Carte de musique (télécharger) 475 000 | 6 800 000   | [ 7 ]  | Jabaja        |
| 2019  | 6  | Beginner                                          | 1. Beginner 2. Kimi no Koto ga Suki Dakara 3. Let U Go (OST. Where We Belong)                                                                         | 166 000                                                                         | 6 200 000   | [ 8 ]  | Jabaja        |
| 2019  | 7  | 77 no Suteki na Machi e – 77 Din Daen Saen Wi Set | 1. 77 no Suteki na Machi e 2. It's Life (OST. BNK48: One Take) 3. It's Me (OST. BNK48: One Take) 4. Sai Sub (OST. One Year) 5. M.P.L. (OST. One Year) | 156 000                                                                         | 2 200 000   | [ 9 ]  | Warota People |
| 2020  | 8  | High Tension                                      | 1. High Tension 2. Doddidong (OST. Thibaan x BNK48) 3. Jark Jai Poo Sao Khon Nee (OST. Thibaan x BNK48)                                               | 330 000                                                                         | 83 000      |        | Warota People |
| 2020  | 9  | Heavy Rotation                                    | 1. Heavy Rotation 2. Hashire! Penguin 3. Wink wa Sankai                                                                                               | 83 800                                                                          | 540 000     |        | Warota People |
| 2021  | 10 | D.AAA                                             | 1. D.AAA 2. Sukida Sukida Sukida 3. Only Today (Band Version) 4. Only Today (Acapella Version)                                                        | 68 104                                                                          | 1 089 000   |        |               |
| 2022  | 11 | Sayonara Crawl                                    | 1. Sayonara Crawl 2. First Rabbit 3. Hoshizora wo Kimi ni                                                                                             | 20 000                                                                          | 169 000     |        |               |
| 2022  | 12 | Believers                                         | 1. Believers 2. Make Noise 3. Kinou Yori Motto Suki                                                                                                   |                                                                                 |             |        |               |
| 2023  | 13 | Iiwake Maybe                                      | 1. Iiwake Maybe 2. Shoujotachi yo 3. Siang Khong Bai Mai (เสียงของใบไม้)                                                                                |                                                                                 |             |        |               |

### Single spéciale
| Année | Titres      | Liste des chansons                                 | Ventes |
| ----- | ----------- | -------------------------------------------------- | ------ |
| 2022  | Jiwaru Days | 1. Jiwaru Days 2. Pioneer 3. Sakura no Ki ni Narou |        |

## Vidéographie

### Propres clips musicaux
| Année | Singles        | Album         | Titres                                                                             | Réalisateur                                                       |
| ----- | -------------- | ------------- | ---------------------------------------------------------------------------------- | ----------------------------------------------------------------- |
| 2017  | 2              | River         | Khukki Siangthai                                                                   | Chainarong Tampong                                                |
| 2017  | 1              | River         | Yak Cha Dai Phop Thoe (GDH 559's Project S the Series: Shoot! I Love You OST)      | Wanweaw Hongvivatana Weawwan Hongvivatana                         |
| 2018  | 3              | River         | Khamsanya Haeng Christmas Eve                                                      | Hiro Inoue                                                        |
| 2018  | 3              | River         | Wan Raek                                                                           | Pairat Kumwan                                                     |
| 2018  | 1er album      | River         | River                                                                              | Eakarpon Settasuk                                                 |
| 2018  | 4              | Jabaja        | Ruedu Mai                                                                          | Pisinee Khaosamai                                                 |
| 2018  | 4              | Jabaja        | Thoe Khue Melodi                                                                   | Bin Buamuenchol                                                   |
| 2018  | 5              | Jabaja        | BNK Festival                                                                       | Nat Yoswatananont, Nattaporn Yiamchawee                           |
| 2019  | 6              | Jabaja        | Beginner                                                                           | Pisinee Khaosamai                                                 |
| 2019  | 6              | Jabaja        | Kimi no Koto ga Suki Dakara                                                        | Atta Hemwadee                                                     |
| 2019  | 2e album       | Jabaja        | Bye Bye... MR.Plastic (Kami7 Go Green) (7-Eleven Thailand Reduce Plastic Campaign) | Roj Jayaphorn                                                     |
| 2019  | 6              | Jabaja        | Let U Go' Ost. Where We Belong                                                     | Pisinee Khaosamai                                                 |
| 2019  | 2e album       | Jabaja        | Jabaja                                                                             | Autthapol Phoharnrattanakul                                       |
| 2019  | 2e album       | Jabaja        | Reborn                                                                             | Vathusiri Phuwapunyasiri (Korn BNK48), Miori Ohkubo (Miori BNK48) |
| 2019  | Unité Mimigumo | -             | Candy                                                                              | Skanbombomb Studio                                                |
| 2019  | 7              | Warota People | 77 no Suteki na Machi e                                                            | Pattara Lertanan                                                  |
| 2019  | Unité Mimigumo | -             | Myujikkii                                                                          | Skanbombomb Studio                                                |
| 2019  | 7              | Warota People | Supporter (Sai Sub - สายซับ)                                                        | Kriangkrai Wachirathamporn, Jirassaya Wongsutin                   |
| 2019  | Unité Mimigumo | -             | Heart Gata Virus                                                                   | Skanbombomb Studio                                                |
| 2020  | 8              | Warota People | Doddidong (โดดดิด่ง)                                                                 | Sukosin Akkrapat                                                  |
| 2020  | 8              | Warota People | Jark Jai Poo Sao Khon Nee (จากใจผู้สาวคนนี้)                                           | Sukosin Akkrapat                                                  |
| 2020  | 8              | Warota People | High Tension                                                                       | Krit Boonyarang, Kittipot Thongjam                                |
| 2020  | 7              | Warota People | It’s me (Ost.BNK48 Documentary : One Take)                                         | Wiroth Suwannarukgoon                                             |
| 2020  | 7              | Warota People | It’s me (Ost.BNK48 Documentary : One Take)                                         | Hello Filmmaker                                                   |
| 2020  | 9              | Warota People | Heavy Rotation                                                                     | Eakarpon Settasuk                                                 |
| 2020  | 9              | Warota People | Hashire, Penguin                                                                   | Chookiat Sakveerakul, Boyzuke                                     |
| 2020  | 9              | Warota People | Wink wa 3 Kai                                                                      | Natthaphong Aroonnet                                              |
| 2020  | 3e album       | Warota People | Can you…? (Publicité de Grab)                                                      | Athip Vichuchaianan                                               |
| 2020  | Unité Lyra     | -             | Lyra                                                                               | Thanid PhinThong, Nitta Kaewpiyasawad                             |
| 2020  | Unité Lyra     | -             | Vanilla                                                                            | Paphawee Jinnasith                                                |
| 2020  | 3e album       | Warota People | Ma Ma Milk (Publicité de Milk Land by Thai-Denmark)                                | Skan Ayurapong                                                    |
| 2021  | 3e album       | Warota People | Warota People                                                                      | Boyzuke, Natthaphong Aroonnet                                     |
| 2021  | 10             | -             | D.AAA                                                                              | Boyzuke                                                           |
| 2021  | Indy Camp      | -             | Caring Status (สถานะห่วง)                                                           | Putiroj Devakul Na Ayudhya                                        |
| 2021  | Indy Camp      | -             | Bidibob (Bibbidi-Bobbidi-Boo) (บีดี้บั๊บ (บิ๊บบีดี้บั๊บบีดี้บู)                                    |                                                                   |
| 2021  | Indy Camp      | -             | Beg The Stars (อยากขอดาว)                                                          |                                                                   |
| 2022  | 11             | -             | First Rabbit                                                                       | Boyzuke                                                           |
| 2022  | 11             | -             | Sayonara Crawl                                                                     | Putiroj Devakul Na Ayudhya                                        |
| 2022  | -              | -             | Mok Kob (หมกกบ)                                                                    |                                                                   |
| 2022  | -              | -             | Mon Rak Jing Rit (มนต์รักจิ้งหรีด)                                                      |                                                                   |
| 2022  | 12             | -             | Kinou Yori Motto Suki                                                              | SKBB                                                              |
| 2022  | 12             | -             | Make Noise                                                                         | Binn Buameanchol                                                  |
| 2022  | 12             | -             | Believers                                                                          | Putiroj Devakul Na Ayudhya                                        |
| 2023  | 13             | -             | Shoujotachi yo                                                                     | Wiroth Suwannarakgoon                                             |
| 2023  | 13             | -             | Iiwake Maybe                                                                       | Putiroj Devakul Na Ayudhya                                        |

### Collaborations
| Année | Artiste                           | Singles | Album                                    | Titres                                 | Membres |
| ----- | --------------------------------- | ------- | ---------------------------------------- | -------------------------------------- | --- |
| 2018  | AKB48, SKE48, HKT48, NGT48, BNK48 | 53      |                                          | Tomodachi janai ka? (友達じゃないか？) | Cherprang (39e Next Girls) |
| 2018  | AKB48, SKE48, HKT48, NGT48, BNK48 | 53      | Hito natsu no deki goto (ひと夏の出来事) | Music (72e Upcoming Girls)             | |
| 2020  | BNK48, CGM48                      | 9       | 3e album                                 | Hashire! Penguin (走れ！ペンギン)      | Kaimook, Bamboo, Gygee, Jib, Korn, Mewnich, Mind, Miori, New, Phukkhom, Ratah, Satchan, Stang                                                                                        |
| 2020  | BNK48, CGM48                      | 9       | 3e album                                 | Wink wa Sankai (ウインクは３回)        | Jaa, Faii, Khamin, Kheng, Myyu, Namsai, Nine, Niky, Pakwan, Panda |
| 2020  | BNK48, CGM48                      |         | 3e album                                 | Warota People                          | Gygee, Wee, Cherprang, Orn, Myyu, Pun, Pakwan, New, Minmin, Jennis, Korn |
| 2022  | BNK48, CGM48                      | 11      | TBA                                      | Sayonara Crawl                         | Music, Fond, Paeyah, Cherprang, Jane, Jennis, Kaew, Miori, Mobile, Namneung, Noey, Orn, Pun, Pupe, Tarwaan, Gygee, Minmin, New, Phukkhom, Stang, Wee, Fame, Hoop, Mean, Pampam, Peak |

## Filmographie
En 2018, le groupe a collaboré avec Salmon House pour produire leur premier long métrage intitulé BNK48: Girls Don't Cry réalisé par Nawapol Thamrongratanarit. 

### Cinéma
| Année | Titres                                      | Produite par                                               | Membre participant                                           | Date de sortie    | Réalisateur                                                               | Distributeur                  | Remarques           |
| ----- | ------------------------------------------- | ---------------------------------------------------------- | ------------------------------------------------------------ | ----------------- | ------------------------------------------------------------------------- | ----------------------------- | ------------------- |
| 2018  | App War                                     | T Moment                                                   | Orn                                                          | 1 août            | Yanyong Kuruaungkoul                                                      | T Moment                      |                     |
| 2018  | BNK48: Girls Don't Cry                      | BNK48 Office, Salmon House, PlanB Media, Very Sad Pictures | Tous (1re génération)                                        | 16 août           | Nawapol Thamrongrattanarit                                                | GDH                           | Films documentaires |
| 2018  | Homestay                                    | Jor Kwang Films                                            | Cherprang                                                    | 25 octobre        | Parkpoom Wongpoom                                                         | GDH                           |                     |
| 2019  | Sisters                                     | BNK48 Films, Baa-Ram-Ewe                                   | Mewnich                                                      | 4 avril           | Prachya Pinkaew                                                           | Sahamongkolfilm International |                     |
| 2019  | Where We Belong                             | BNK48 Films, Song Sound Production, Slider Cat             | Faii, Jennis, Music, Namneung, Orn, Panda, Pupe, Tarwaan     | 20 juin           | Kongdej Jaturanrasamee                                                    | CJ Entertainment              |                     |
| 2020  | Thibaan x BNK48                             | iAM Films, Serng Production & Organizer                    | Kaew, Kaimook, Mobile, Namneung, Namsai, Noey, Pupe, Tarwaan | 23 janvier        | Surasak Pongson                                                           | Sahamongkolfilm International |                     |
| 2020  | BNK48 : One Take                            | iAM Films                                                  | Tous (1re génération, 2e génération)                         | 18 juin (Netflix) | Manatanan Panlertwongsakul                                                | -                             | Films documentaires |
| 2020  | Mother Gamer                                | Get More Films                                             | Wee                                                          | 10 septembre      | Yanyong Kuruaungkoul                                                      | Sahamongkolfilm International | Films documentaires |
| 2021  | Haopengjaa Yahgangnong (ห้าวเป้งจ๋า อย่าแกงน้อง) | iAM Films, Madame Gasca                                    | Tous (1re génération, 2e génération, 3e génération) (Invité) | 18 mars           | Nareubadee Wetchakam                                                      | Sahamongkolfilm International |                     |
| 2022  | Termsong Sayongkwan (เทอมสอง สยองขวัญ)       | M Pictures                                                 | Music                                                        | 24 mars           | Pattaraporn Werasakwong, Jatuphong Rungrueangdechaphat, Eakarpon Settasuk | Sahamongkolfilm International |                     |
| 2022  | SLR                                         | M Pictures                                                 | Cherprang                                                    | 21 avril          | Kongkiat Khomsiri                                                         | TBA                           |                     |
| 2022  | Pha Phee Bauk                               | iAM Films / Happy Hub Entertainment                        | Namneung, Pupe, Mobile, Wee, Gygee                           | 23 juin           | Natthaphong Aroonnet                                                      | TBA                           |                     |
| 2022  | Faces of Anne                               | M Pictures                                                 | Jennis, Music                                                | 25 août           | Kongdej Jaturanrasamee                                                    | TBA                           |                     |
| 2022  | The Cheese Sisters                          | iAM Films / Happy Hub Entertainment                        | Pun, Jennis, Namneung, Noey, Font, Wee                       | 24 novembre       | Chookiat Sakveerakul                                                      | TBA                           |                     |
| 2023  | I Love You Two Thousand                     |                                                            | Monet                                                        |                   |                                                                           | TBA                           |                     |

### Court métrage
| Année | Titres                              | Produite par                       | Membre participant                            | Rôle                               | Diffusion              | Chaîne Youtube         |
| ----- | ----------------------------------- | ---------------------------------- | --------------------------------------------- | ---------------------------------- | ---------------------- | ---------------------- |
| 2018  | Me Before We                        | BNK48 Films, Song Sound Production | Faii, Jennis, Music, Namneung, Panda, Tarwaan | Belle, Sue, Yok, Ja-ae, Parn, Pear | 6 juillet (en ligne)   | BNK48                  |
| 2018  | Stratosphere                        | BNK48 Films, Song Sound Production | Faii, Pupe, Music, Namneung, Panda, Tarwaan   | Belle, Puk, Yok, Ja-ae, Parn, Pear | 13 juillet (en ligne)  | BNK48                  |
| 2018  | Darkroom 02 : Study with me         | GMM Grammy, Line TV Music          | Cherprang (Cherprang Areekul)                 | Belle                              | 21 août (en ligne)     | GMM ALL MV, GMM Grammy |
| 2018  | เรื่องนี้....มีคนตาย                     | The Ska Film                       | Gygee, Panda, Faii                            | Gygee, Panda, assasin              | 9 septembre (en ligne) | The Ska X BNK48        |
| 2021  | Folklore Season 2 : Broker of Death |                                    | Jennis (Jennis Oprasert)                      | Jern                               | 28 novembre (en ligne) | HBO Go                 |

### Télévision

#### Séries télévisées
| Année | Titres                                | Diffusion                             | Membre participant | Rôle | Remarques                                                            |
| ----- | ------------------------------------- | ------------------------------------- | --- | --- | -------------------------------------------------------------------- |
| 2018  | Be My Boy The Series                  | Channel 5                             | Jennis | Pony | Drame                                                                |
| 2018  | Notification                          | 3HD                                   | Jan, Jennis, Music, Namneung, Noey, Orn                                                                                  | Même | Série                                                                |
| 2018  | Social Death Vote                     | 3SD                                   | Fond | | Série                                                                |
| 2019  | Great Men Academy                     | Line TV, One 31                       | New | Love (Figure féminine)                                                                                           | Série                                                                |
| 2019  | One Year                              | Line TV, One 31                       | Cherprang, Jane, Namsai, Pun, Fond, Juné, Mewnich, Wee (Invité : Minmin, Phukkhom)                                       | Petch, Ploy, Pailin, Preawprow, Tawan, Baby, Jibby, Sai (Aoey, Mim)                                              | Série                                                                |
| 2019  | Khao Wan Hai Nu Pen Sailap            | 3HD                                   | Jaa | Atom (Épisode 2)                                                                                                 | Drame                                                                |
| 2019  | BNK48 Story                           | TV5 Cambodia                          | Tous (1re génération, 2e génération)                                                                                     | Même | Présent BNK48 au Cambodge                                            |
| 2019  | Clean and Jerk (Luk Lek Dek Chop Yok) | Thai PBS, ALTV                        | Orn, Khamin, Minmin | Noon, Fon, Grace                                                                                                 | Série                                                                |
| 2020  | Cat Radio TV                          | 3HD, Line TV                          | Cherprang | Pleng | Série                                                                |
| 2020  | The Underclass                        | GMM25, Netflix                        | Music, Mewnich, Faii, Fond, Stang, Pakwan, Korn, Miori, Jaa, Jib, Piam (Ancien membre Nink) (Invité : New, Nine, Minmin) | Meen, Papang, Tam, Meringue, Namkhaeng, Meow, Kook, Lucky, Michan, Email, Cornflake, Kaplao, Papearn, Foam, Rain | Série                                                                |
| 2020  | Bad Genius The Series                 | One 31                                | Juné | Lin | Filmer en étant membre mais libéré après la fin du statut d'adhésion |
| 2021  | Dao Kon La Duang                      | 3HD                                   | Minmin | Zoë | Drame                                                                |
| 2021  | Love Pharmacy                         | BugabooTV                             | Orn | Ainam | Série                                                                |
| 2021  | Let's Fight Ghost                     | True Asian Series HD, True4U, Netflix | Orn | Jeans | Série                                                                |
| 2022  | Cat Radio TV Season 2                 | 3HD                                   | Cherprang, Pun | Pleng | Série                                                                |
| 2022  | The Rhythm of Life                    | Thai PBS                              | Mobile | Lin | Drame                                                                |
| 2022  | School Tales the Series               | Netflix                               | Jennis, Orn | Pleng, Saiparn                                                                                                   | Drame                                                                |
| 2023  | Busaba LuiFai (บุษบาลุยไฟ)              | Thai PBS                              | Cherprang | Lamjuan |                                                                      |
| 2023  | The Broken Us                         | Thai PBS                              | Jennis | Yaimai |                                                                      |
| 2023  | Thank You Teacher                     |                                       | Cherprang, Hoop | Go, Nicha |                                                                      |

## Spectacle

### Concert
| Année | Titres                                                                         | Date                     | Lieu                                                      | Remarques |
| ----- | ------------------------------------------------------------------------------ | ------------------------ | --------------------------------------------------------- | --- |
| 2017  | BNK48 We Love You                                                              | 23 septembre 2017        | Helix Water Garden, The EmQuartier, Bangkok               | Marquer la remise des diplômes de Kidcat                                                                              |
| 2017  | BNK48 Mini Live and Handshake                                                  | 18 novembre 2017         | Kamphaeng Phet Auditorium, J.J Mall, Bangkok              | Marquer la remise des diplômes de Cincin                                                                              |
| 2017  | BNK48 We Wish You a Merry Christmas                                            | 24 décembre 2017         | KBank Siam Pic-Ganesha Theatre, Bangkok                   | Célébrer Noël |
| 2018  | BNK48 1st Concert Starto                                                       | 31 mars - 1er avril 2018 | BITEC, Hall 106                                           | Premier concert complet                                                                                               |
| 2018  | AKB48 53rd Single Sekai Senbatsu Sousenkyo Concert Sekai no Center wa dare ha? | 16 juin 2018             | Nagoya Dome, Japon                                        | Concert avant l'annonce de "AKB48 53rd Single Sekai Senbatsu Sousenkyo"                                               |
| 2018  | Thailand for Attapeu                                                           | 31 juillet 2018          | KBank Siam Pic-Ganesha Theatre                            | Concert de charité en soutien aux victimes de l'effondrement du barrage d'Attapeu                                     |
| 2018  | BNK48 1st 2gether Concert                                                      | 15 septembre 2018        | centralwOrld                                              | Concert gratuit rejoint par tous les membres de 1re et 2e génération                                                  |
| 2018  | BNK48 D-DAY Jiradapa Produced Concert                                          | 23 octobre 2018          | KBank Siam Pic-Ganesha Theatre                            | Produit par Pupe |
| 2019  | BNK48 Space Mission Concert                                                    | 26 janvier 2019          | IMPACT Arena, Muang Thong Thani                           | Concert avant l'annonce de "BNK48 6th Single Senbatsu General Election"                                               |
| 2019  | AKB48 Group Asia Festival 2019 in Bangkok                                      | 27 janvier 2019          | IMPACT Arena, Muang Thong Thani                           | Concert des groupes AKB48 avec le groupe sœur d'outre-mer (AKB48 / JKT48 / BNK48 / MNL48 / Team SH / Team TP / SGO48) |
| 2019  | BNK48 Thank you and The Beginner                                               | 2 mars 2019              | Hard Rock Café Front Space @ Siam Square, Bangkok         | Merci Concert 6e élection générale unique et groupe Hi-Touch                                                          |
| 2019  | BNK48 Thank you and The Beginner                                               | 23-24 mars 2019          | CentralFestival Hatyai, Songkhla                          | Merci Concert 6e élection générale unique et groupe Hi-Touch                                                          |
| 2019  | BNK48 Thank you and The Beginner                                               | 27-28 avril 2019         | CentralPlaza Khonkaen, Khonkaen                           | Merci Concert 6e élection générale unique et groupe Hi-Touch                                                          |
| 2019  | BNK48 Thank you and The Beginner                                               | 10-12 mai 2019           | CentralPlaza Rayong, Rayong                               | Merci Concert 6e élection générale unique et groupe Hi-Touch                                                          |
| 2019  | BNK48 Thank you and The Beginner                                               | 31 mai et 1-2 June 2019  | CentralFestival Chiangmai, Chiangmai                      | Merci Concert 6e élection générale unique et groupe Hi-Touch                                                          |
| 2019  | BNK48 A Passage To Fly                                                         | 7-8 mai 2019             | KBank Siam Pic-Ganesha Theatre, Bangkok                   | Kaew premier concert solo                                                                                             |
| 2019  | Everybody says Jabaja! at Icon Siam                                            | 5 juillet 2019           | Icon Siam                                                 | Ouverture du 2e album de BNK48 "Jabaja"                                                                               |
| 2019  | BNK48 say Jabaja Roadshow in Chiangmai                                         | 13-14 juillet 2019       | CentralPlaza Chiangmai Airport, Chiangmai                 | Mini concert et groupe handshake                                                                                      |
| 2019  | AKB48 Group Asia Festival 2019 in Shanghai                                     | 24 août 2019             | National Exhibition and Convention Center Shanghai, Chine | Concert des groupes AKB48 avec le groupe sœur d'outre-mer (AKB48 / JKT48 / BNK48 / MNL48 / Team SH / Team TP / SGO48) |
| 2019  | BNK48 2nd Generation Blooming Season Concert                                   | 2 novembre 2019          | BITEC, Hall 106                                           | BNK48 Concert 2e génération                                                                                           |
| 2022  | BNK48 3rd Generation: The Debut                                                | 7 février 2022           | centralwOrld                                              | BNK48 Concert 3e génération                                                                                           |

## Récompenses
| Année | Événement                       | Prix                                                                                          | Nomination             | Résultat   |
| ----- | ------------------------------- | --------------------------------------------------------------------------------------------- | ---------------------- | ---------- |
| 2018  | Thailand Zocial Awards          | Best Social Entertainment                                                                     |                        | Lauréat    |
| 2018  | The Guitar Mag Awards           | New Wave of the Year                                                                          |                        | Nomination |
| 2018  | The Guitar Mag Awards           | Single Hit of the Year                                                                        | Koisuru Fortune Cookie | Lauréat    |
| 2018  | JOOX Thailand Music Awards      | New Face of the Year                                                                          |                        | Lauréat    |
| 2018  | MThai Top Talk-About            | Top Talk-About Artist                                                                         |                        | Lauréat    |
| 2018  | Press Awards                    | Artiste exceptionnel                                                                          |                        | Lauréat    |
| 2018  | KAZZ Awards                     | Hottest Song of 2018                                                                          | Koisuru Fortune Cookie | Nomination |
| 2018  | KAZZ Awards                     | Rising Artist                                                                                 |                        | Lauréat    |
| 2018  | KAZZ Awards                     | Popular Vote                                                                                  |                        | Nomination |
| 2018  | Line Stickers Awards            | Best Celebrity Sticker Award                                                                  |                        | Lauréat    |
| 2018  | Nine Entertain Awards           | Chanson de l'année                                                                            | Koisuru Fortune Cookie | Nomination |
| 2018  | Nine Entertain Awards           | Public bien-aimé                                                                              |                        | Nomination |
| 2018  | Siam Dara Stars Awards          | Chanteur populaire de l'année                                                                 |                        | Lauréat    |
| 2018  | Siam Dara Stars Awards          | Hit Song                                                                                      | Koisuru Fortune Cookie | Lauréat    |
| 2018  | Maya Awards                     | Artiste le plus populaire de l'année                                                          | BNK48                  | Lauréat    |
| 2019  | Thailand Zocial Awards          | Best Social Entertainment                                                                     | BNK48                  | Lauréat    |
| 2019  | Bioscope Awards                 | De nouveaux artistes à surveiller                                                             | BNK48                  | Lauréat    |
| 2019  | Howe Awards                     | People Choice (féminin)                                                                       | BNK48                  | Lauréat    |
| 2019  | Kom Chad Luek Awards            | Chanteur thaïlandais international populaire                                                  | BNK48                  | Nomination |
| 2019  | KAZZ Awards                     | Artistes féminines populaires                                                                 | Kimi wa Melody         | Nomination |
| 2019  | KAZZ Awards                     | Popular Vote                                                                                  |                        | Nomination |
| 2019  | KAZZ Awards                     | Kazz Magazine bien-aimé (féminin)                                                             |                        | Lauréat    |
| 2019  | daradaily Awards                | Popular Vote (féminin)                                                                        |                        | Nomination |
| 2019  | daradaily Awards                | Meilleure émission de télé de l'année                                                         | Victory BNK48          | Nomination |
| 2019  | daradaily Awards                | Meilleure chanteuse de l'année                                                                | Kimi wa Melody         | Nomination |
| 2019  | daradaily Awards                | Hot Girl                                                                                      | BNK48                  | Nomination |
| 2019  | Line Stickers Awards            | People's Choice                                                                               | BNK48                  | Lauréat    |
| 2021  | JOOX Thailand Music Awards 2021 | Top Social Artist of The Year                                                                 | BNK48                  | Nomination |
| 2021  | The Guitar Mag Awards 2021      | Popular Vote                                                                                  | BNK48                  | Nomination |
| 2022  | Thailand Zocial Awards 2022     | Meilleure performance de divertissement sur les réseaux sociaux : artiste en duo ou en groupe |                        | Lauréat    |
| 2022  | Toty Music Awards 2022          | Meilleur groupe féminin                                                                       | D.AAA                  | Nomination |
| 2022  | Joox Thailand Music Awards 2022 | Top Social Thai Artist of the year                                                            |                        | Nomination |